# Laurent Cars
Laurent Cars (Lione, 28 maggio 1699 – Parigi, 14 aprile 1771) è stato un pittore e incisore francese.

## Biografia

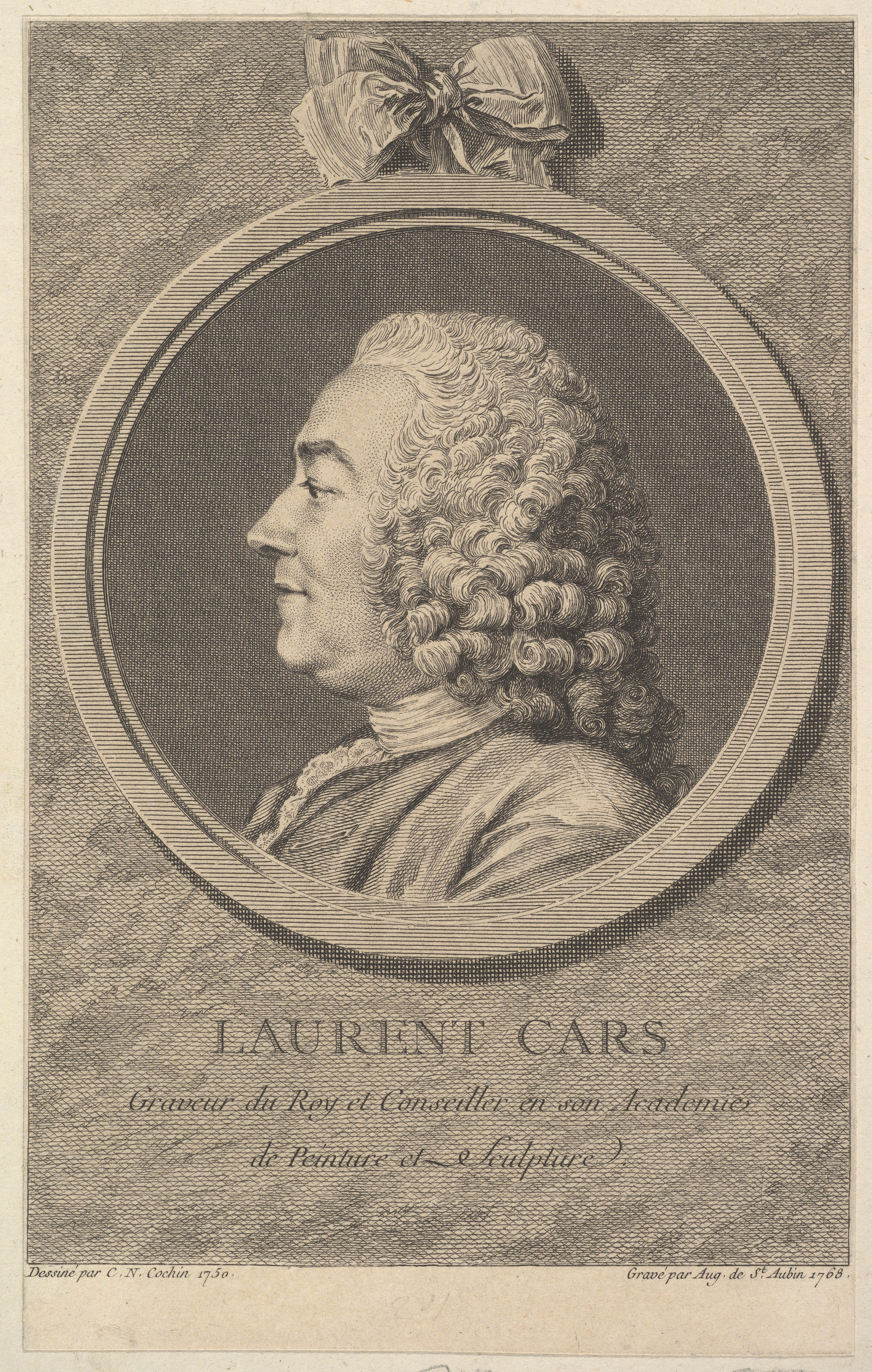
Augustin de Saint-Aubin, Laurent Cars da Charles-Nicolas Cochin

Laurent Cars era pronipote di Jean Cars, pittore di “poca notorietà”, e di Marie Firens, figlia di un noto incisore fiammingo; era nipote di François Cars, noto come François I Cars, incisore, stampatore, editore e mercante di stampe (Parigi 20 febbraio 1631-Lione 1701) e primo incisore della dinastia Cars, stabilitasi a Lione all'inizio degli anni 1660.
Anche suo padre, Jean-François Cars (1661-1738), era incisore a Lione, ma all'inizio del XVIII secolo, pur continuando a lavorare a Lione, si stabilì anche a Parigi, in rue de la Savonnerie, vicino alla Manifattura dei Gobelins. È a questo indirizzo che vende una delle sue prime opere, un ritratto inciso di Luigi XIV. Solo negli anni 1720 sembra essersi stabilito definitivamente a Parigi. Tra i suoi allievi figurano François Boucher e Jean-Baptiste Perronneau.
Lavorando nell'atelier del padre, che produceva stampe di tesi per la collezione Odieuvre, Laurent Cars fu affidato al pittore Joseph Christophe, membro dell'Académie de Saint-Luc, per esercitare la sua arte.

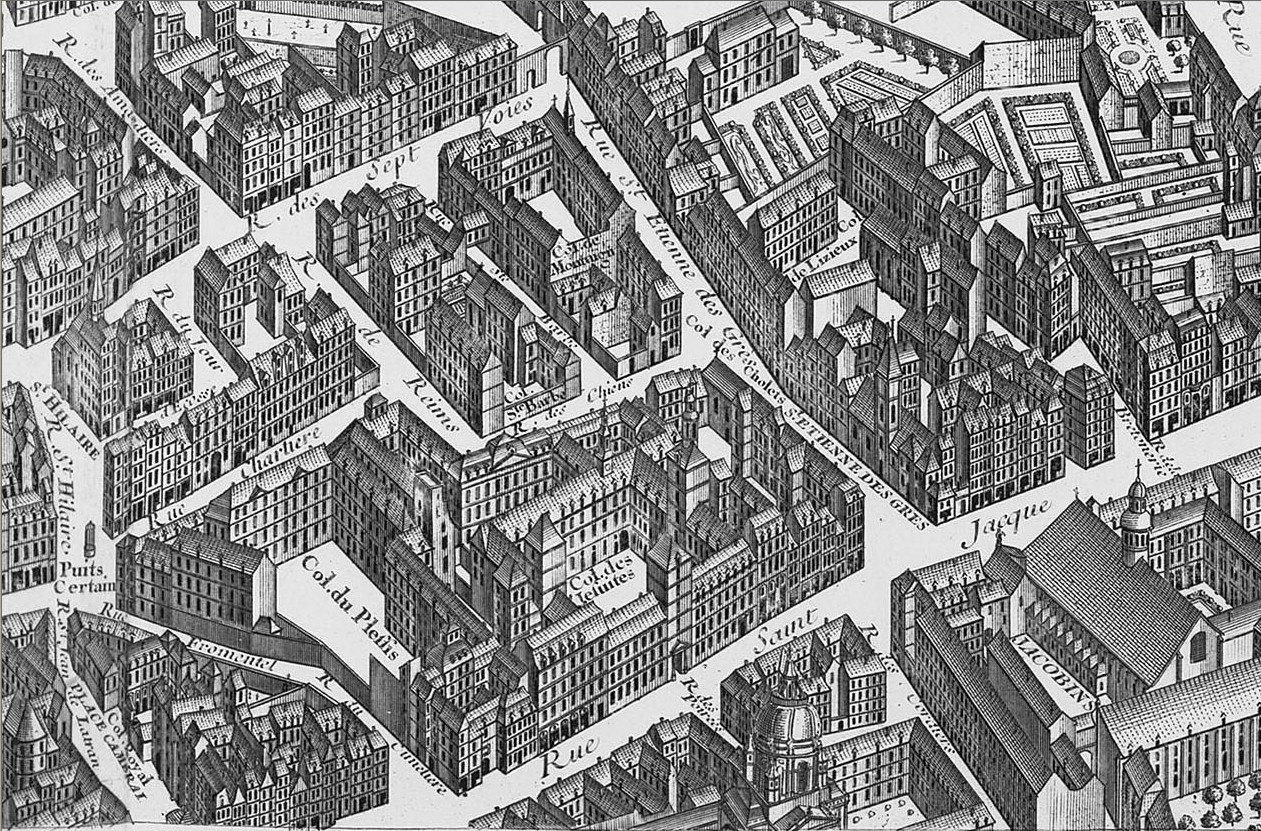
Plan de Turgot, La rue Saint-Jacques all'altezza del collegio du Plessis nel 1739

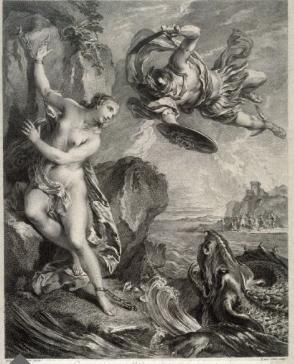
Andromeda liberata da Perseo da François Lemoyne

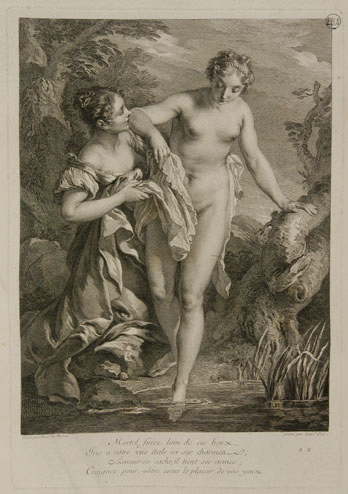
Il bagno di Iride da François Lemoyne, 1731

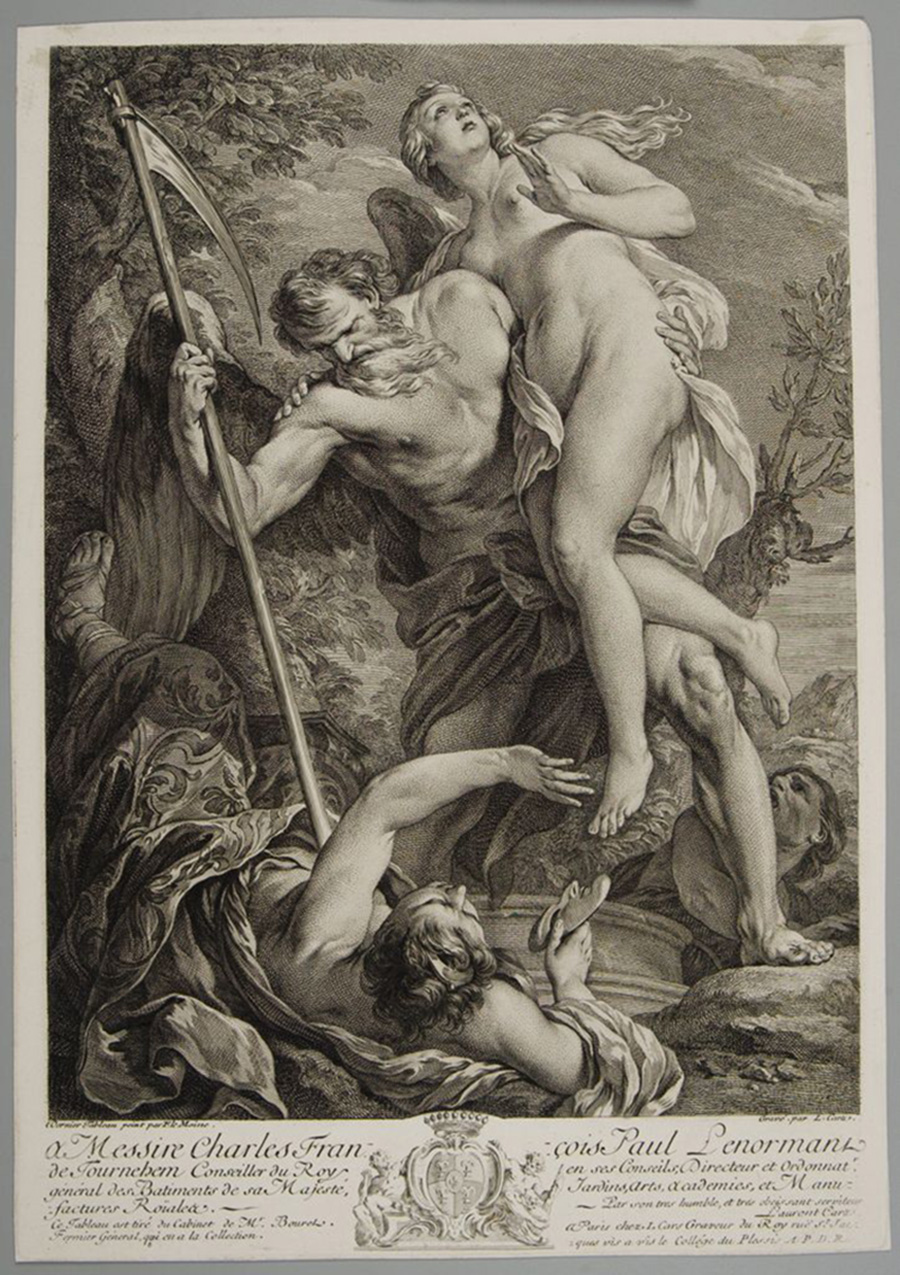
Il Tempo solleva la Verità da François Lemoyne

Cars tornò presto tuttavia all'incisione: Émile Dacier lo cita insieme a Jacques-Philippe Le Bas come allievo di Nicolas-Henri Tardieu. Nel 1724 dipinse e incise contemporaneamente il ritratto di Michel-Celse-Roger de Bussy-Rabutin, vescovo di Luçon. Cars iniziò la sua carriera interpretando un'opera di un amico di famiglia, François Lemoyne, che nel 1724 aveva appena consegnato uno dei suoi capolavori: Ercole ed Onfale, dipinto esposto al Salon del 1725. Il giovane interprete incise anche diverse altre tele del maestro di Boucher: Il bagno di Iride, Andromeda liberata da Perseo e Cefalo rapito da Aurora.
Cars realizzò in quel periodo una notevole stampa delle Feste veneziane di Watteau prima di dedicarsi, in 32 celebri tavole, all'interpretazione delle figure delle Commedie di Molière su disegni di Boucher (1734).
Approvato il 26 febbraio 1729, Laurent Cars fu ammesso all'Académie Royale il 31 dicembre 1733, dietro presentazione delle tavole incise dei ritratti dello scultore Michel Anguier da un dipinto di Gabriel Revel e del pittore Sébastien Bourdon da Hyacinthe Rigaud. Nel 1757 fu nominato consigliere dell'accademia.
L'affinità del trentaduenne incisore con Rigaud, pittore settantaquattrenne di origine catalana, non era una novità. Pure il padre di Laurent Cars, Jean-François, aveva scelto un'opera di Rigaud per una delle sue lastre: il ritratto del cardinale de Polignac e del vescovo di Angers, Michel Poncet de La Rivière (1722).

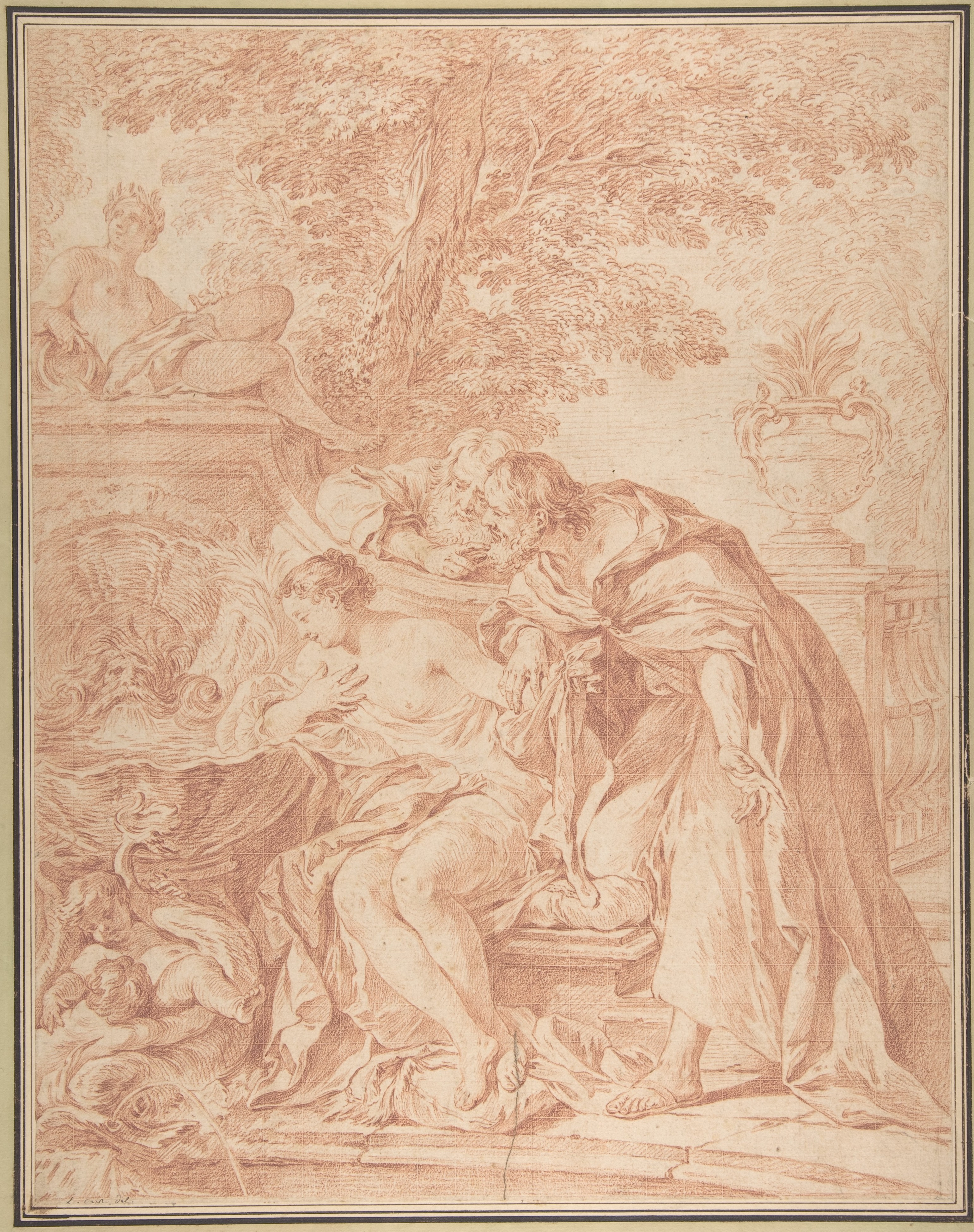
Susanna e i vecchioni da Jean-François de Troy

Laurent Cars fu anche testimone degli artisti del suo tempo, incidendo ritratti di Boucher, Chardin (di cui fu un “meraviglioso interprete”, scrive Paul Lacroix) e di sua moglie, Marguerite Pouget. Autore di una grande lastra raffigurante la regina di Francia, Maria Leszczyńska, Cars realizzò anche il ritratto di una famosa ballerina, “La Camargo”, da Nicolas Lancret, e quello di Mademoiselle Clairon da van Loo, un'attrice non meno famosa che il re volle lusingare offrendogli il suo ritratto. Nonostante il suo talento, Cars non riuscì a completare la testa dell'attrice e l'incisore Wille fu inizialmente incaricato del lavoro nel 1763, anche se poi fu Beauvarlet a completare la lastra.
L'incisore collaborò poi con Charles-Nicolas Cochin per una serie di illustrazioni delle Favole di La Fontaine su disegni di Oudry (1755).
Ha inoltre tradotto in bulino alcune opere importanti ed emblematiche di Jean-François de Troy: Susanna e i vecchioni, Il bagno di Betsabea e Lo svenimento di Ester.
Con sede in rue Saint-Jacques a Parigi, proprio di fronte al Collegio du Plessis, Laurent Cars si dedicò sempre più, intorno al 1750, al commercio delle stampe, in particolare a quelle del suo allievo Jean-Jacques Flipart e alle collezioni ereditate dal padre. Questa collezione fu acquistata dopo la sua morte da François Babuty, che ne pubblicò il catalogo.
Laurent Cars morì il 14 aprile 1771, “rimpianto tanto per le sue qualità morali e la piacevolezza del suo spirito quanto per i suoi talenti”. Fu sepolto il giorno seguente, 15 aprile, “proprio ai piedi del suo banco” nella chiesa di Saint-Benoît-le-Bétourné. Quando la chiesa fu demolita nel 1831, le ossa furono portate nelle catacombe.

## Opere

### Incisione
- da François Boucher:
  - Martirio dei Gesuiti del Giappone
  - Il dispetto amoroso di Molière, fontespizio
- da Jean Siméon Chardin:
  - La Serinette
- da Jean-Baptiste Greuze:
  - Il silenzio
  - Il cieco ingannato
- da François Lemoyne:
  - Adamo ed Eva
  - Andromeda liberata da Perseo
  - L'Annunciazione
  - Cefalo rapito da Aurora
  - Il ratto d'Europa
  - Ercole uccide Caco
  - Ercole ed Onfale
  - Il bagno di Iride
  - Il sacrificio d'Ifigenia
  - Il Tempo solleva la Verità
  - Allegoria di Luigi XV
- da Eustache Le Sueur
  - I Santi Gervasio e Protasio, martiri
- da Jean-Baptiste Oudry:
  - I due ratti - La volpe e l'uovo
- da Jean-François de Troy:
  - Il bagno di Betsabea
  - Susanna e i vecchioni
- da Charles van Loo:
  - L'adorazione dei pastori
  - La fuga in Egitto
- da Antoine Watteau:
  - La Chiromante
  - Le Feste veneziane
  -  La scorta dell'equipaggio

- Ritratti:
  - François de Baglion de La Salle, vescovo di Arras, da Jacques Lausmonier
  - Marc de Beauvau-Craon
  - Benedetto XIII
  - Benedetto XIV
  - François Boucher da Charles-Nicolas Cochin
  - Luigi Francesco di Borbone-Conti, da Pierre Le Maire
  - Sébastien Bourdon da Hyacinthe Rigaud (1733)
  - Michel-Celse-Roger de Bussy-Rabutin da lui stesso (1724)
  - Mademoiselle de Camargo che danza da Nicolas Lancret (1730)
  - Jean Siméon Chardin da Charles-Nicolas Cochin
  - Francine Marguerite Pouget, moglie di Chardin da Charles-Nicolas Cochin
  - Mademoiselle Clairon nei panni di Medea, tragedia di Pierre Corneille da Charles van Loo (1764)
  - Pierre d'Hozier
  - François-Hyacinthe de La Fruglaye de Kerver, vescovo di Tréguier - 1728
  - Emmanuel-Théodose de La Tour d'Auvergne (1668-1730) da Hyacinthe Rigaud
  - René Aubert d'Aubeuf, abate di Vertot, storico dell'ordine di Malta da Jacques-François Delyen
  - Gerardo l'Ospitaliere
  - Jacques de Milly
  - Gian Filippo d'Orléans, da Jean Raoux
  - Luigi, duca d'Orléans da Alexis Simon Belle
  - Carlo Luigi di Lorena, principe di Lambesc, Grande Scudiere di Francia
  - Monsieur de Kraut da Charles Parrocel
  - Luigi XV da Hubert-François Gravelot
  - Maria Leszczyńska da Charles van Loo
  - Stanislao Leszczyński da Charles van Loo
  - Philibert Orry dipinto ed inciso da Cars
  - Antoine de Paule
  - Michel-Ange Slodtz da Charles Nicolas Cochin
  - Sébastien Antoine Slodtz da Charles Nicolas Cochin
  - Paul-Ambroise Slodtz da Charles Nicolas Cochin

### Editoria
- Raccolta d'un gran numero di vedute delle più belle città, palazzi, castelli, case di piacere di Francia e Italia, disegnati ed incisi da Israel Silvestre , quattro volumi, 557 tavole, 1750.
- La magliaia addormentata, incisione di Claude-Donat Jardinier, da un dipinto di Jean-Baptiste Greuze.

## Galleria di ritratti

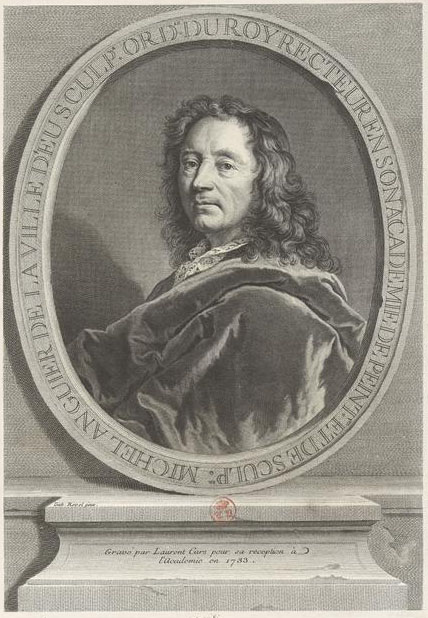
Michel Anguier, da Gabriel Revel
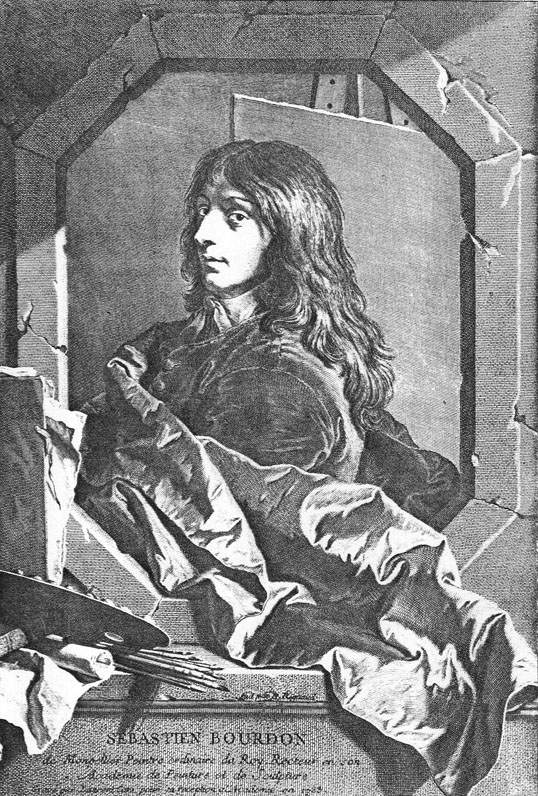
Sébastien Bourdon, da Hyacinthe Rigaud
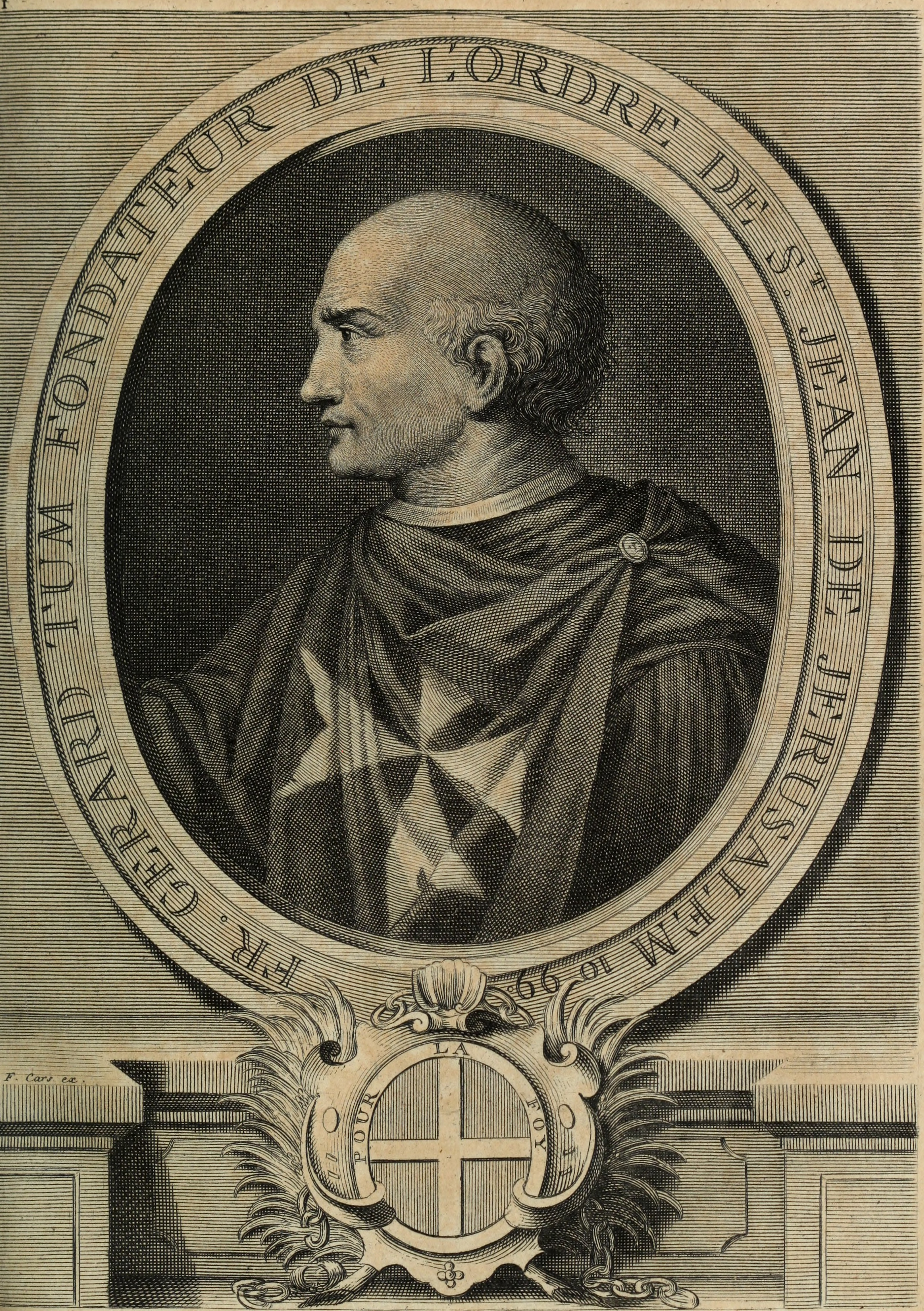
Gerardo l'Ospitaliere
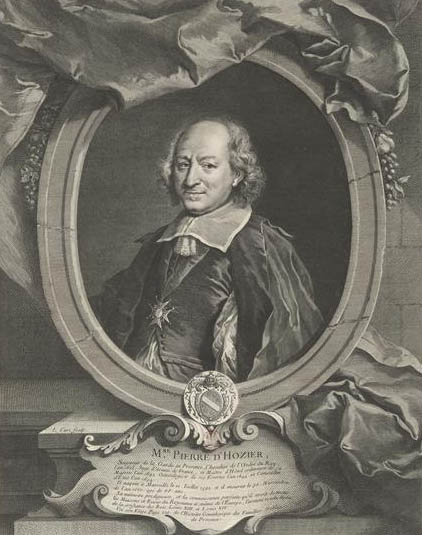
Pierre d'Hozier
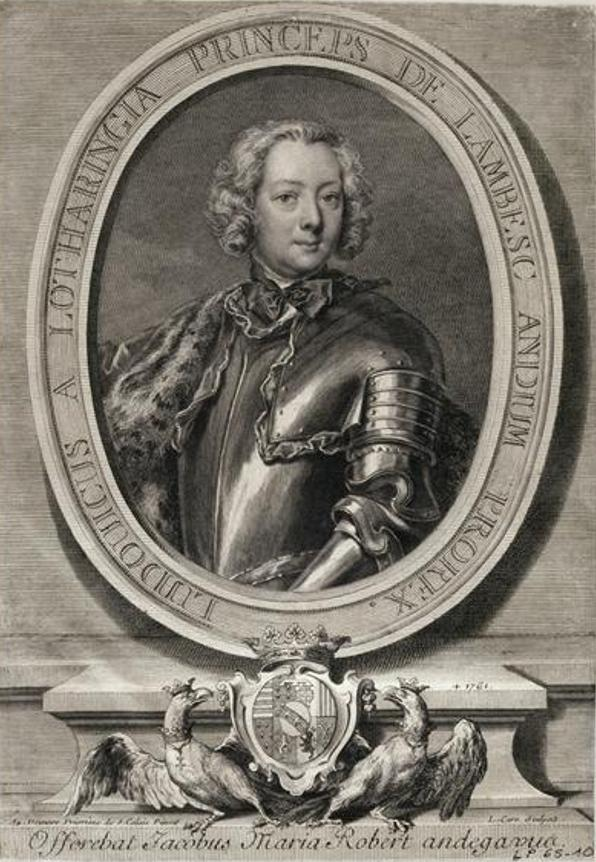
Carlo Luigi di Lorena
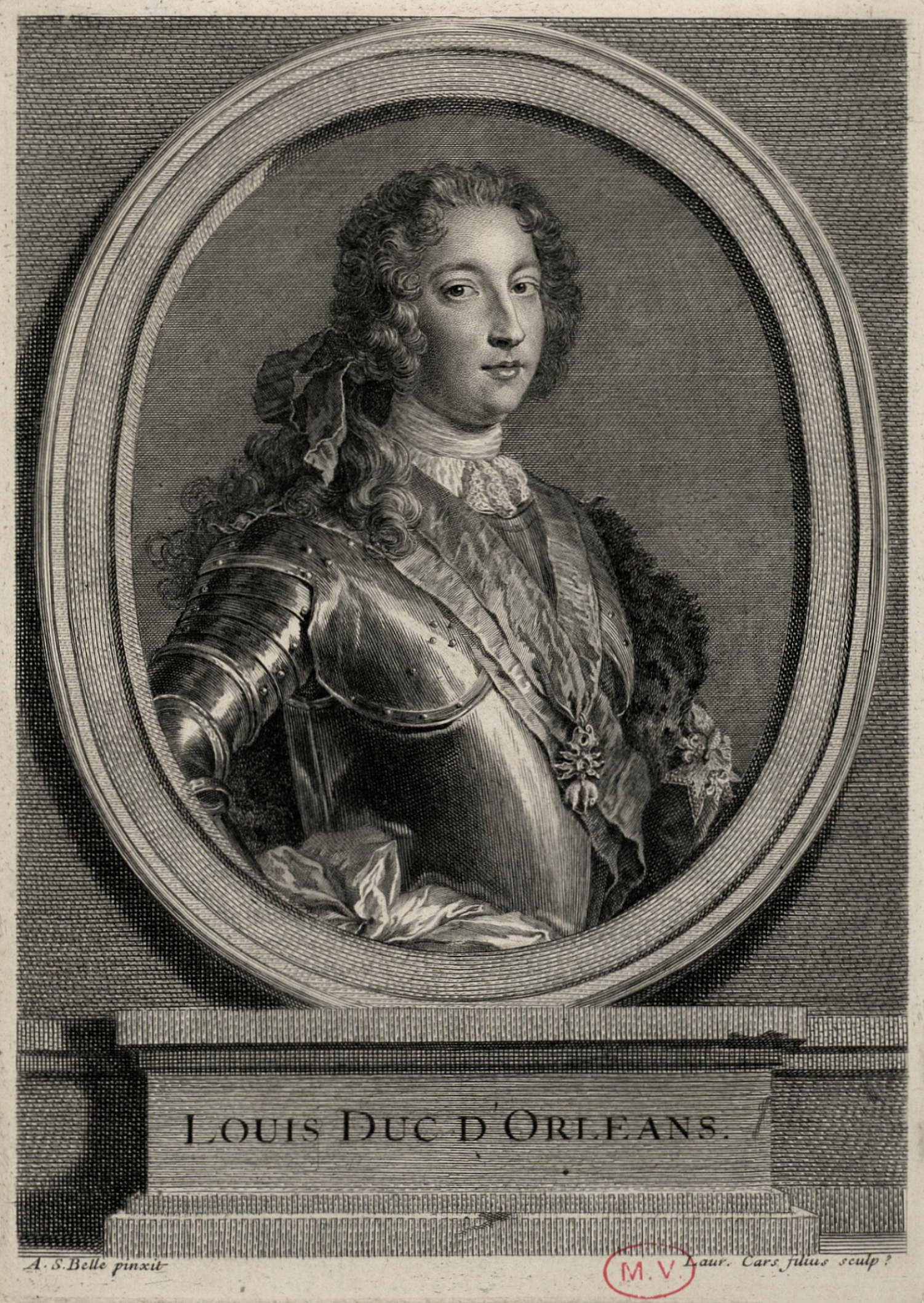
Luigi, duca d'Orléans, da Alexis Simon Belle
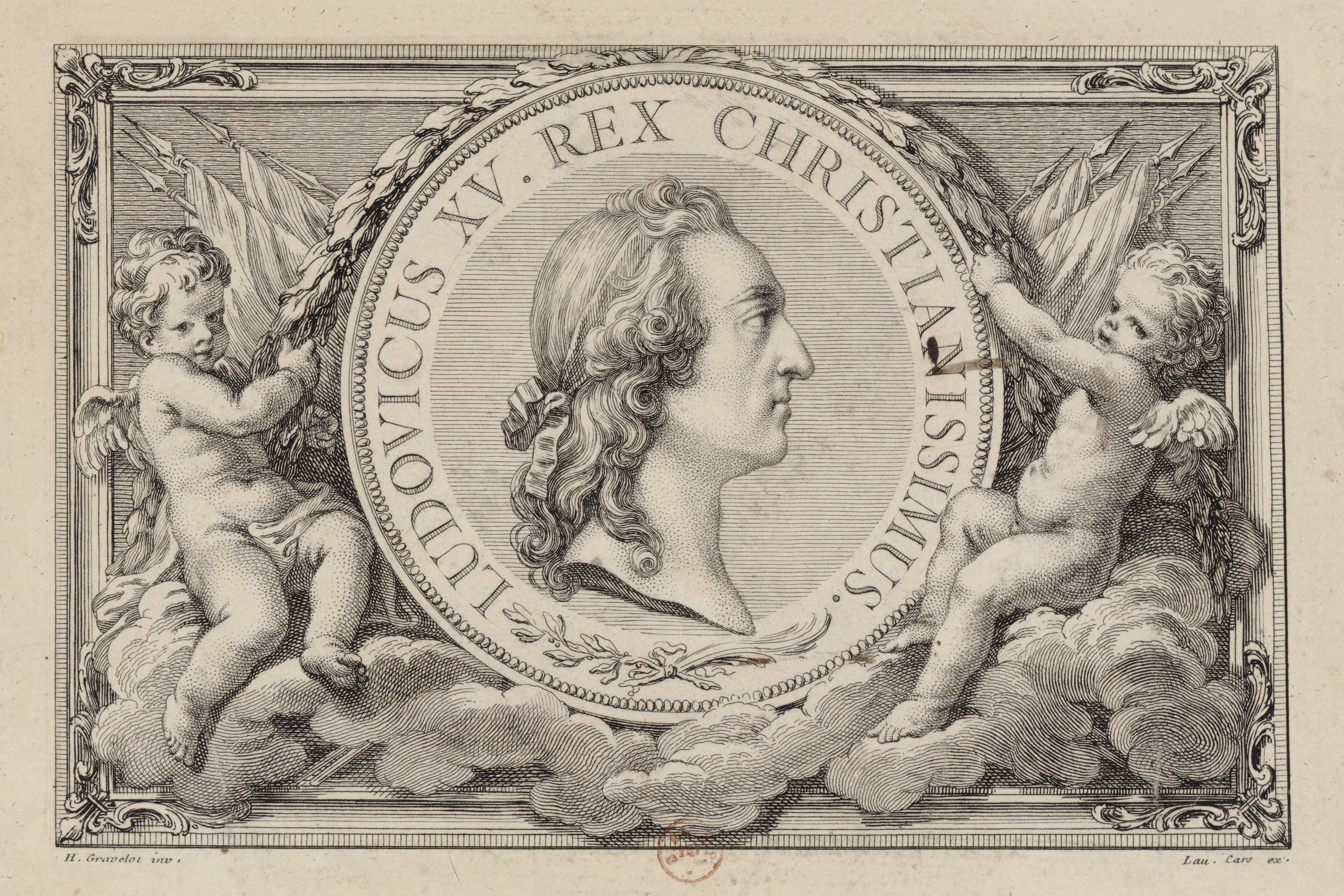
Luigi XV, da Hubert-François Gravelot
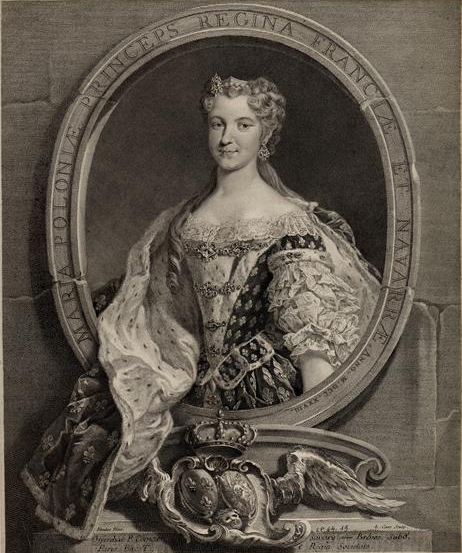
Maria Leszczyńska, da Charles van Loo
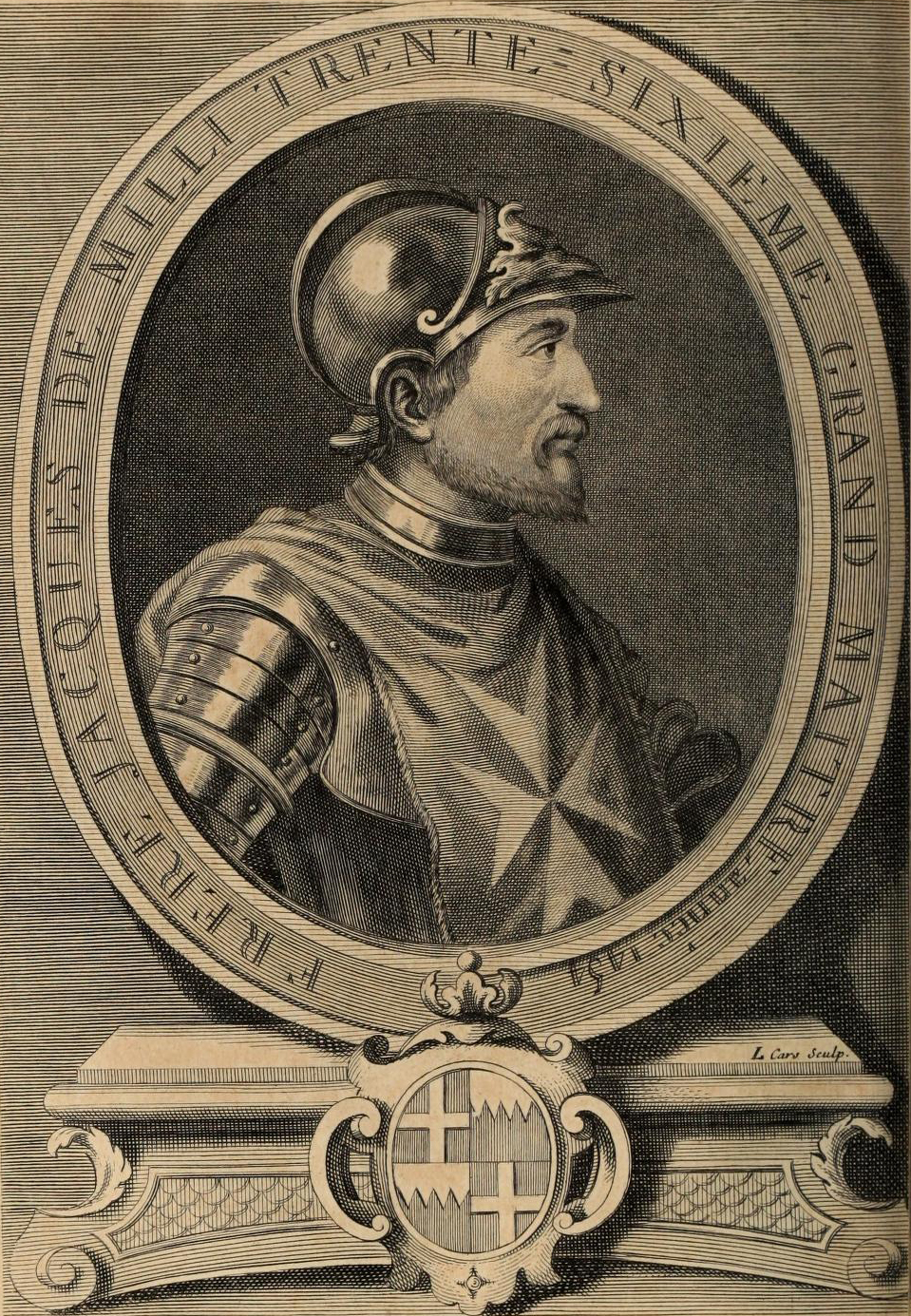
Jacques de Milly
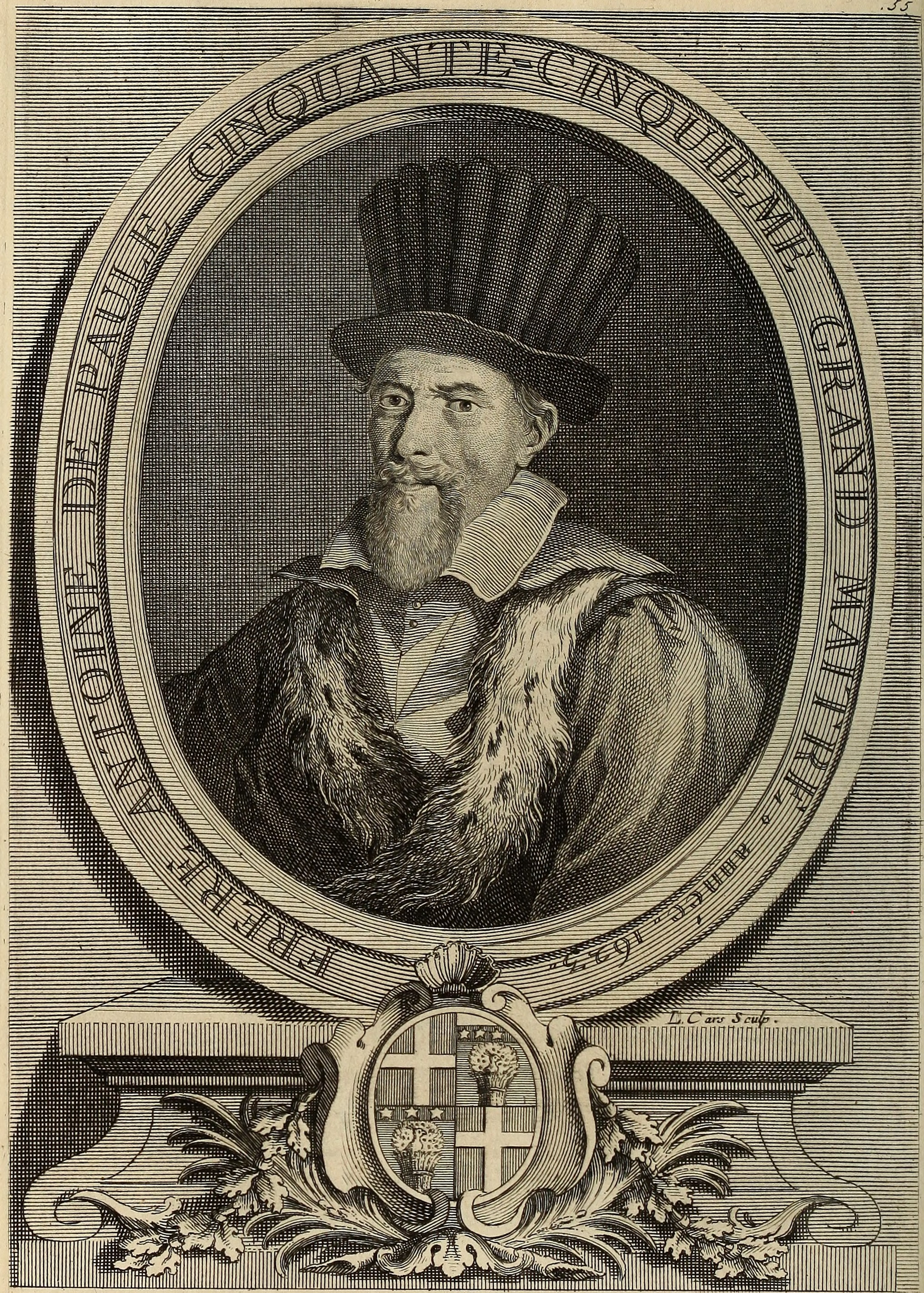
Antoine de Paule
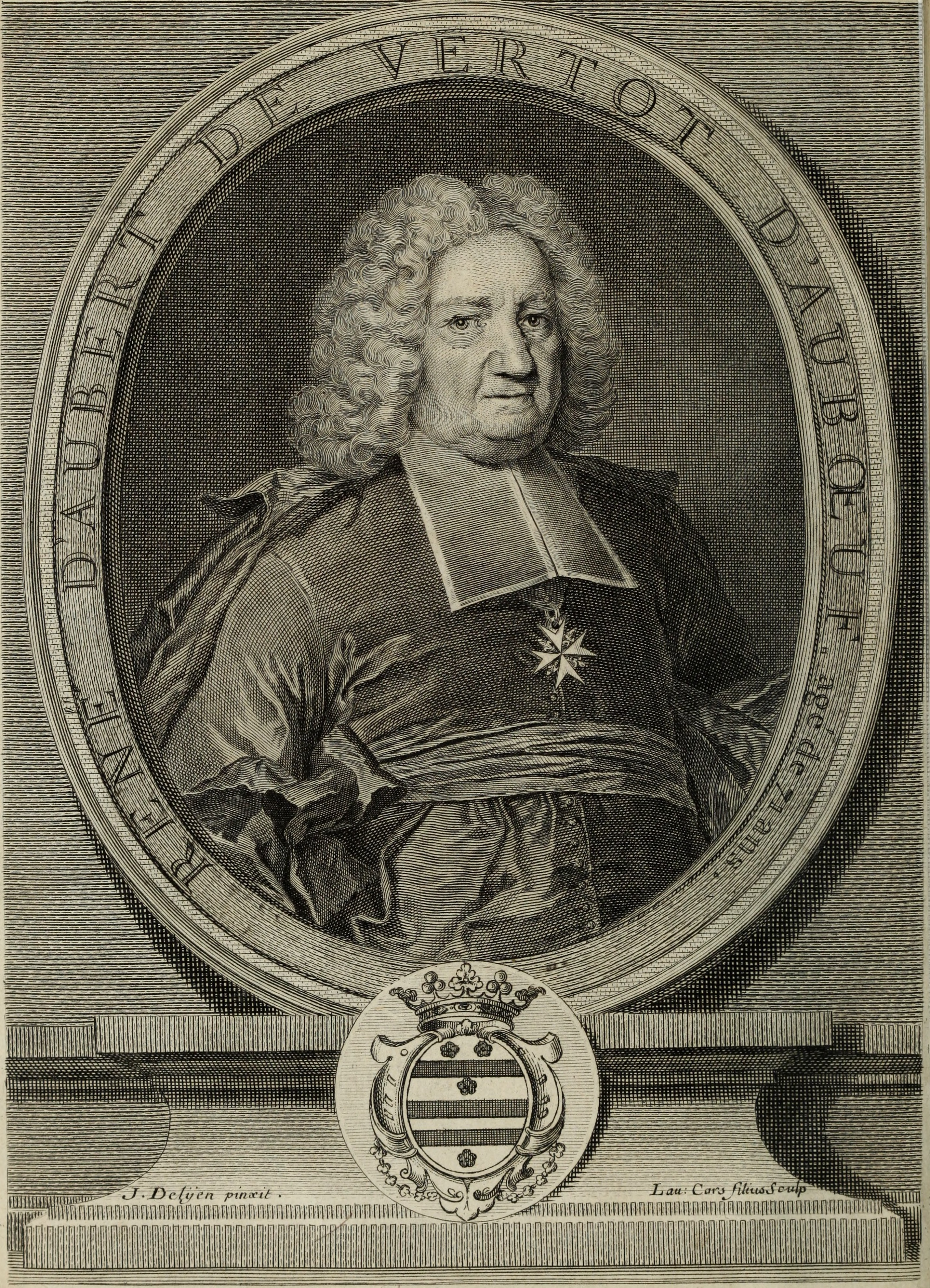
René Aubert de Vertot

## Mostre
- Le ore del giorno, Museo Magnin, Digione, novembre 2009 - febbraio 2010.
- Antoine Watteau e l'arte della stampa: la collezione Jullienne, ala Sully del Museo del Louvre, 2010.
- Il teatro delle passioni - Cleopatra, Medea, Ifigenia, Museo delle belle arti di Nantes, febbraio-maggio 2011.
- Bayonne, culla del giansenismo?, Museo basco e di storia di Bayonne, dicembre 2012-gennaio 2013.

## Musei e collezioni pubbliche

### Francia
- Museo delle Belle Arti di Arras, Rappresentazione fedele della miracolosa Croce di Arras, incisione[8].
- Museo Basco e Storia di Bayonne, Intercessione di Ignazio di Loyola in favore dei neonati.
- Museo Condé, Chantilly, Ritratto di Luigi, duca d'Orléans, da Alexis Simon Belle.
- Museo Jean-de-La-Fontaine, Château-Thierry, La pernice; Il clero ; L'inno all'amore; I due ratti, la volpe e l'uovo; Il pesce e il pastore che suona il flauto, da Jean-Baptiste Oudry.
- Museo delle Belle Arti di Digione, La Serinette, da Jean Siméon Chardin.
- Museo Médard, Lunel, libro di René Aubert de Vertot, Storia dei Cavalieri Ospitalieri di Saint-Jean di Gerusalemme, poi chiamati Cavalieri di Rodi, e oggi Cavalieri di Malta, edito da Rollin, Quillau e Desaint nel 1726, contiene il ritratto di René Aubert de Vertot secondo Jean-François Delyen e altri ritratti di cavalieri, tra cui Gerardo l'Ospitaliere, Jacques de Milly e Antoine de Paul, incisi da Laurent Cals.
- Museo delle Belle Arti di Marsiglia, Ritratto di François Boucher, dipinto attribuito a Laurent Cars.
- Museo delle Belle Arti di Orléans, Ritratto di Sébastien Bourdon, da Hyacinthe Rigaud.
- Gabinetto delle stampe della Biblioteca Nazionale di Francia, Parigi.
- Scuola Nazionale di Belle Arti, Il rapimento d'Europa, da François Lemoyne.
- Museo del Louvre, Parigi, Adamo ed Eva, da François Lemoyne; La collezione Julienne, secondo Antoine Watteau.
- Petit Palais, Parigi, Feste veneziane, da Antoine Watteau.
- Museo Mandet, Riom, Ercole e Onfale, da François Lemoyne.
- Reggia di Versailles, Ritratto di Michel Anguier, da Gabriel Revel; Ritratto di Maria Leszczynska, da Carle Van Loo; Ritratto di Carlo Luigi di Lorena.

### Finlandia
- Museo Sinebrychoff, Helsinki, Ritratto di Jean Simeon Chardin, da Charles-Nicolas Cochin.

### Irlanda
- Galleria Nazionale d'Irlanda, Dublino, sei incisioni per le Opere di Molière[9].

### Paesi Bassi
- Rijksmuseum, Amsterdam, Feste veneziane, da Antoine Watteau[10].

### Polonia
- Castello reale, Varsavia, Ritratto di Maria Leszczynska da Charles van Loo

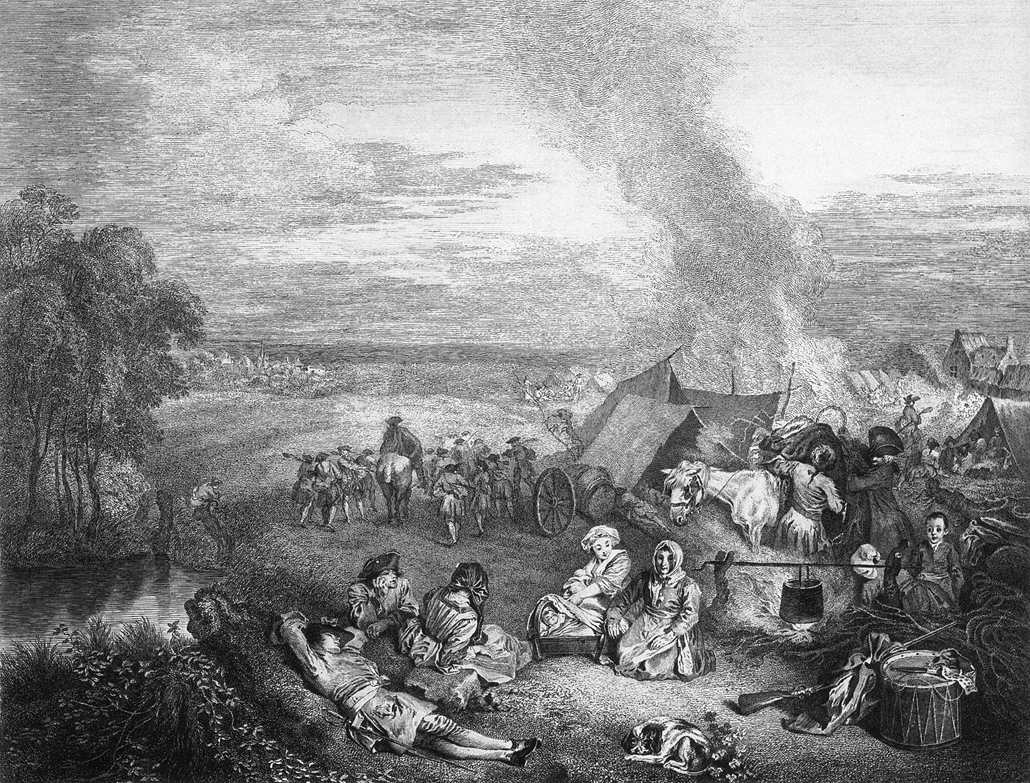
Scorta degli equipaggi da Antoine Watteau

### Regno Unito
- Fitzwilliam Museum, Università di Cambridge, La Serinette, da Jean Siméon Chardin.
- British Museum, Londra, Scorta degli equipaggi, da Antoine Watteau, Mademoiselle Clairon nei panni di Medea, da Charles van Loo.
- Royal Academy, Londra, La collezione Julienne, da Antoine Watteau[11].
- Royal Collection, Londra, Luigi Francesco di Borbone-Conti, da Pierre Le Maire; Maria Leszczynska da Charles van Loo.
- Victoria and Albert Museum, Londra, Il cieco ingannato, da Jean-Baptiste Greuze.
- National Trust, Saltram House, Plymouth, Il ratto d'Europa.
- Waddesdon Manor, Buckinghamshire, incisione per le Favole di La Fontaine da Jean-Baptiste Oudry[12].

### Slovacchia
- Galleria municipale di Bratislava, Ercole uccide Caco, da François Lemoyne.

### Svezia
- Museo nazionale, Stoccolma, Opere di Molière, da François Boucher.

### Svizzera
- Gabinetto d'arte grafica del Museo d'arte e di storia di Ginevra, dodici stampe incise o pubblicate.

### Stati Uniti
- Museum of Fine Arts, Boston, incisioni.
- Harvard Art Museums, Cambridge, venticinque stampe.
- Art Institute of Chicago, Sébastien Bourdon, da Hyacinthe Rigaud.
- Minneapolis Institute of Art, Sébastien Bourdon, da Hyacinthe Rigaud.
- Philadelphia Museum of Art, Filadelfia, venti stampe.
- Joel and Lila Harnett Museum of Art, Università di Richmond, Richmond, incisioni da Antoine Watteau.
- De Young Memorial Museum, San Francisco, Molière, da François Boucher, 1734; Jean Siméon Chardin, da Charles-Nicolas Cochin; Gian Filippo d'Orléans da Jean Raoux.